# أبوسوم طويل الأنف قصير الذيل
أبوسوم طويل الأنف قصير الذيل (الاسم العلمي:Monodelphis scalops)، هو نوع من الأبوسوم يتواجد في الأرجنتين والبرازيل.